# Jin Jong-oh
Jin Jong-oh (koreanska:진 종오), född 24 september 1979 i Seoul i Sydkorea är en sydkoreansk sportskytt. Han har vunnit fyra olympiska guldmedaljer och två silvermedaljer i pistolskytte. Jin blev den förste sportskytten någonsin att ta tre raka olympiska guld i samma disciplin när han tog guldet på 50 meter fripistol vid skyttetävlingarna i Rio de Janeiro 2016. Han har också vunnit två guldmedaljer i vid världsmästerskapen 2014 och ett brons vid VM 2010.